# Wallfahrtskirche Maria Hilf (Neumarkt in der Oberpfalz)

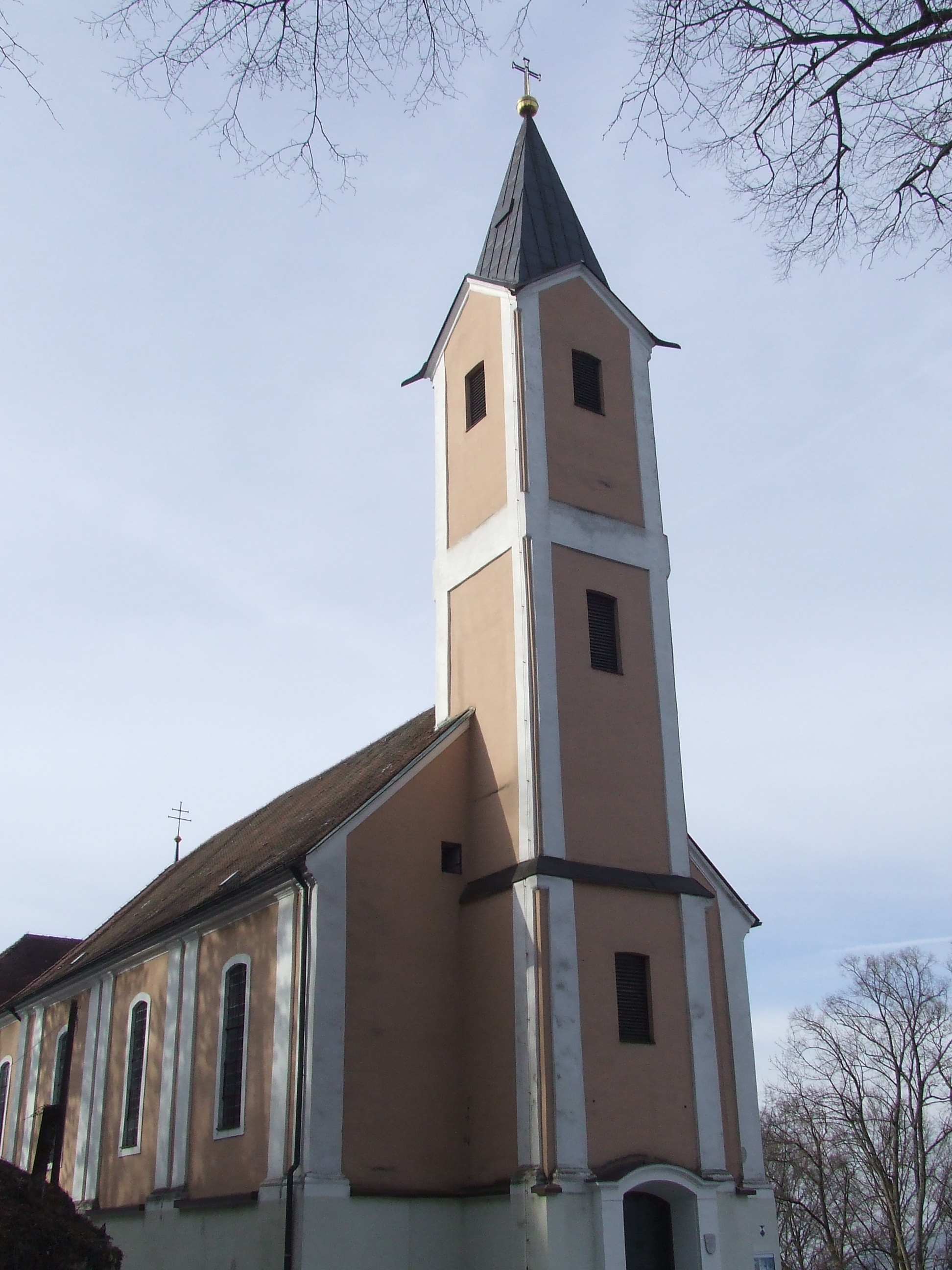
Die Wallfahrtskirche von Norden

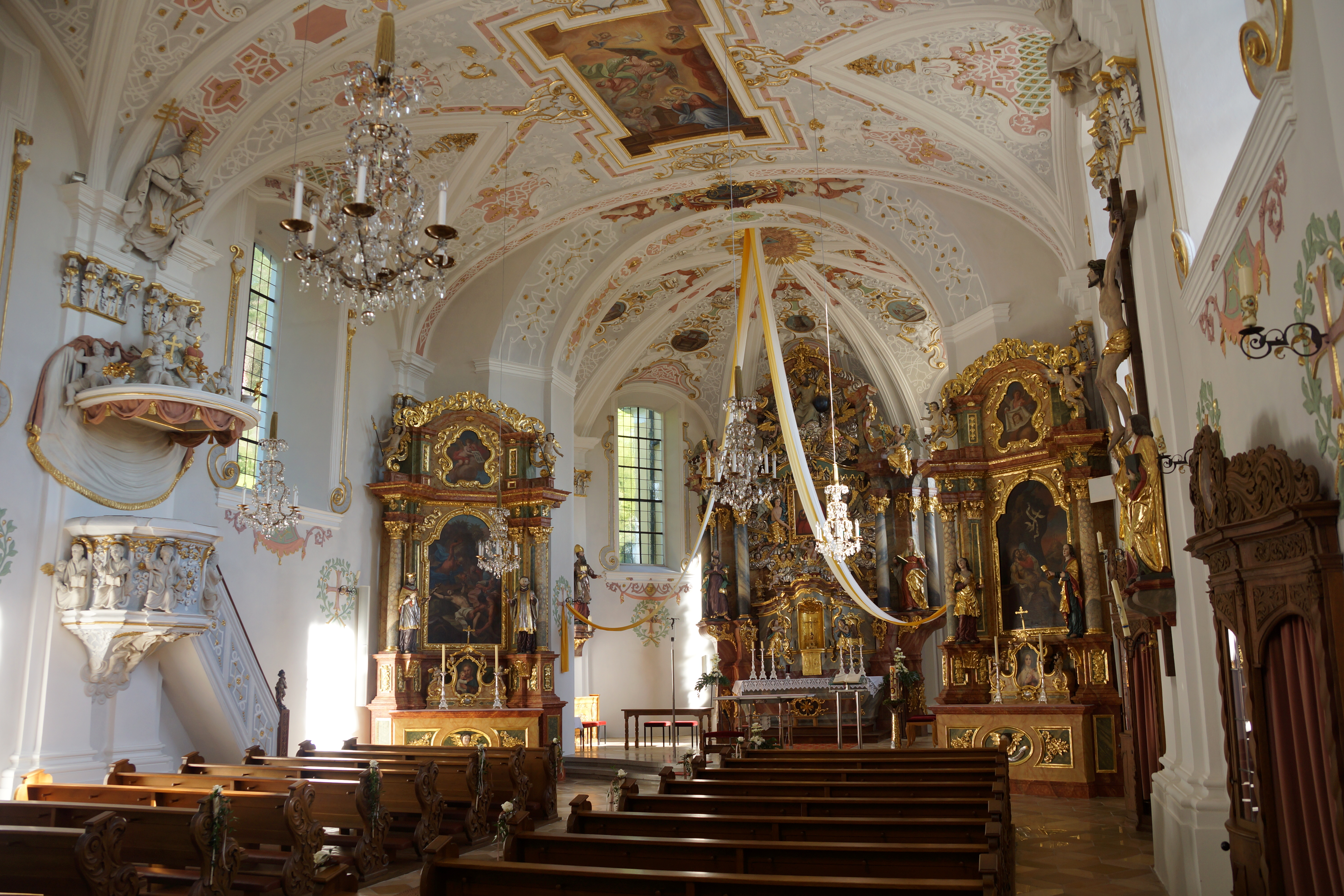
Innenraum

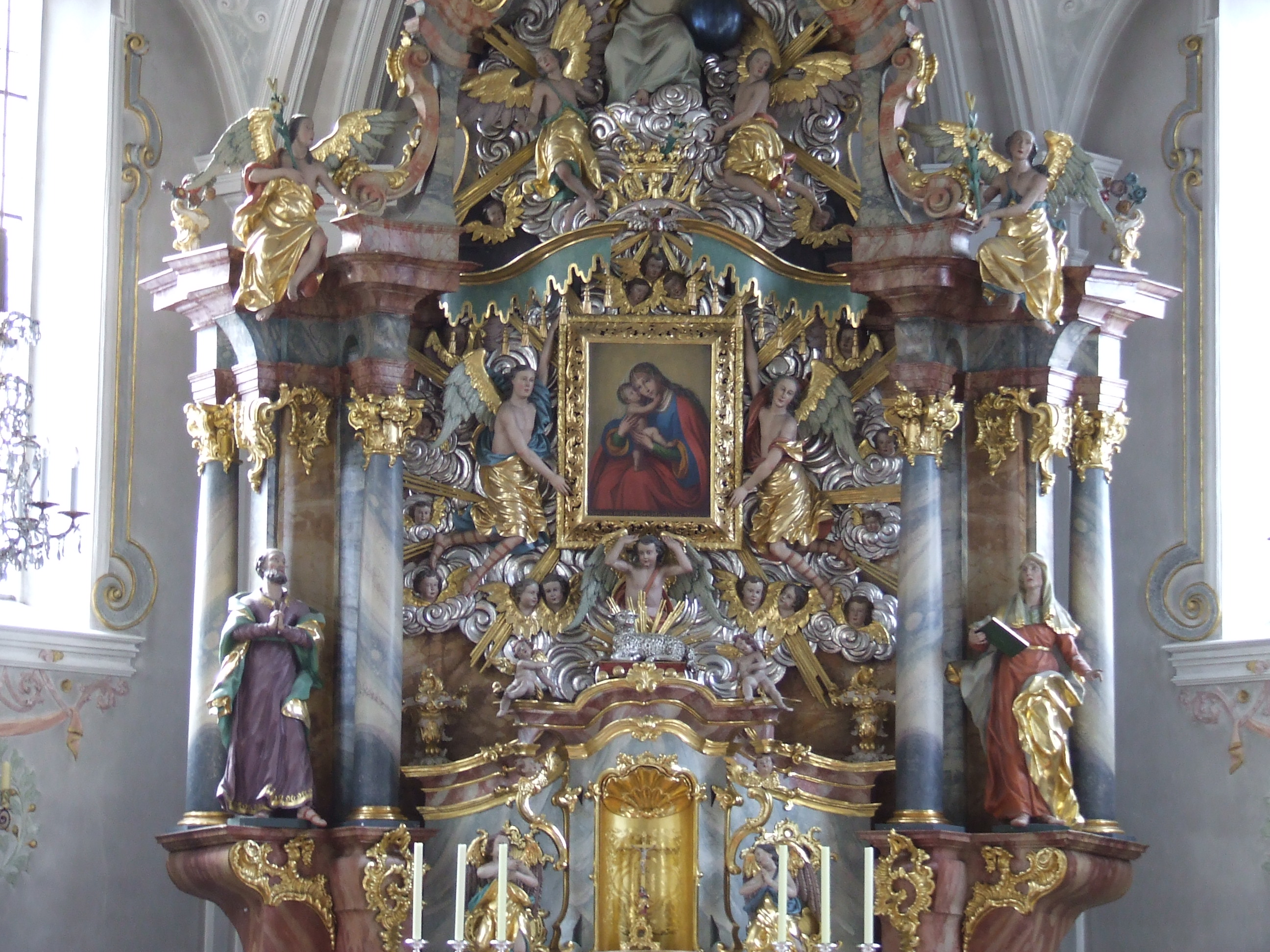
Hauptaltar mit Gnadenbild

Die Wallfahrtskirche Maria Hilf  ist ein katholisches Gotteshaus und liegt auf dem Mariahilfberg in Neumarkt in der Oberpfalz, 586 Meter über dem Meeresspiegel. Bis 2001 war sie außerdem Klosterkirche des angrenzenden Karmelitenklosters.

## Beschreibung
Neben der Straße über den Stadtteil Höhenberg führt auch ein Kreuzweg mit 367 Stufen zur Kirche empor, auf dem die Stationen des Leidensweges Jesu Christi nachverfolgt werden können. Das Äußere der barocken Kirche ist eher schlicht und kennzeichnend für die bescheidenen Verhältnisse in der Oberpfalz, selbst lange Jahre nach dem Dreißigjährigen Krieg. Im Innern der Kirche entfaltet sich jedoch ein zarter, feiner barocker Glanz. Im Süden grenzt das Karmelitenkloster direkt an die Kirche an. Östlich davon, etwas höher als Kirche und Kloster, befindet sich der ehemalige und mittlerweile aufgelassene Friedhof des Klosters, der von einer Mauer umgeben ist.
Sie gehört zur Pfarrei St. Johannes.

## Geschichte
Gegen das Jahr 1677 ließ der Superior P. Gabriel von Braunau des neu errichteten Kapuzinerklosters in Neumarkt auf dem damals noch als Risselberg bezeichneten Berg drei Kreuze errichten. 1684 wurde nach dem Vorbild der Grabeskirche in Jerusalem eine kleine Grabkapelle am Berg erbaut, zu der ein Kreuzweg mit vielen Stufen führte. 1687 errichtete man in der Nähe eine hölzerne Marienkapelle mit einer Kopie des berühmten Marienbildes in Innsbruck von Lucas Cranach dem Älteren. Gleichzeitig zog ein Eremit auf den Berg. Erste Wallfahrten setzten ein und der Rat der Stadt Neumarkt beschloss in den Zeiten der Türkengefahr den Bau einer festen Kirche. Eine Rolle dabei mag auch das Aufblühen der Wallfahrten im nahen Freystadt gespielt haben. Die Durchführung des Baus zog sich wegen anfänglicher Baupannen in die Länge und dauerte von 1718 bis 1727. Die Weihe der Kirche erfolgte bereits am 11. Februar 1725. Der Turm wurde erst gegen 1757 fertiggestellt und beherbergt ein dreistimmiges Geläute, das im TeDeum-Motiv gis´-h´-cis´´ erklingt.
Nachdem 1802 im Rahmen der Säkularisation in Bayern die Kapuziner Neumarkt verlassen mussten, war die Wallfahrt lange verwaist. Am 25. September 1841 schlug der Blitz in den Kirchturm ein und richtete schweren Schaden an. Der Dachstuhl des Turmes brannte aus und die Glocken schmolzen. Die Kirche selbst konnte vor dem Feuer gerettet werden. 1907 erbauten die Karmeliten neben der Kirche ein Kloster, das knapp 100 Jahre, mit einer kurzen Unterbrechung während des Zweiten Weltkriegs, bis zum Jahr 2001 ein geistliches Zentrum für die Wallfahrer darstellte. Im August 2001 mussten dann auf Grund der Personalknappheit des Ordens und trotz einer Sammlung von 13.000 Unterschriften die beiden letzten Bewohner Pater Michael und Frater Tarsitius das Kloster verlassen. Seit 2004 wurde die Wallfahrtskirche von polnischen Redemptoristen-Patres betreut. Im Spätsommer 2016 wurden diese durch Angehörige des argentinischen Ordens Instituts des fleischgewordenen Wortes abgelöst.

## Orgel
Die Orgel wurde 1977 von der Orgelbaufirma Mathis & Söhne (Näfels, Schweiz) erbaut. Das Schleifladen-Instrument hat 14 Register auf zwei Manualen und Pedal. Die Spiel- und Registertrakturen sind mechanisch. Das Orgelwerk befindet sich in einem historischen Prospekt aus dem Jahre 1755.
| I. Manual C–f3 |             |       |
| 1.             | Grobgedackt | 8′    |
| 2.             | Amorosa     | 8′    |
| 3.             | Praestant   | 4′    |
| 4.             | Hohlflöte   | 2′    |
| 5.             | Mixtur      | 1 ⁄3′ |

| II. Manual C–f3 |            |        |
| 6.              | Bordun     | 8′     |
| 7.              | Rohrflöte  | 8′     |
| 8.              | Blockflöte | 4′     |
| 9.              | Principal  | 2′     |
| 10.             | Terz       | 1 3⁄5′ |
| 11.             | Quinte     | 1 ⁄3′  |
| 12.             | Cymbel     | 2⁄3′   |

| Pedal C–f1 |          |     |
| 13.        | Subbaß   | 16′ |
| 14.        | Trompete | 8′  |

- Koppeln: II/I, I/P, II/P